# Тім Сілі
Тім Сілі (англ. Tim Seely; 10 червня 1935, Англія, Велика Британія — 18 травня 2024) — англійський актор театру, кіно та телебачення.

## Життєпис
Закінчив Королівську академію драматичних мистецтв.

## Фільмографія
- 2006 — Тесс: Казка про кохання та темряву / Tess: A Tale of Love and Darkness
- 2004 — Ярмарок суєти / Vanity Fair — лікар
- 1995 — Енні: Королівська пригода / Annie: A Royal Adventure! — король
- 1995 — Кавана, королівський адвокат / Kavanagh QC — суддя Бакстер
- 1991 — Король Ральф / King Ralph — король Англії
- 1985 — Більше ніж достатньо / Plenty — сер Чарльз Керрі
- 1984 — Не чекай / Don't Wait Up — епізодична роль
- 1982 — Незнайомці / Strangers — Дікенс
- 1980 — Леді вбивці / Lady Killers — Форбс Вінслов
- 1979 — Агата / Agatha — капітан Ранкін
- 1969 — Контратака / Counterstrike — Флемінґ
- 1964 — Індійські казки Редьярда Кіплінґа / The Indian Tales of Rudyard Kipling — Сумарез
- 1963 — Людські джунглі / The Human Jungle — Лейтенант Ґрей
- 1963 — Дивна людина / The Odd Man — Джонні Сейерз
- 1962 — Заколот на «Баунті» / Mutiny on the Bounty — Едвард «Нед» Янґ, мічман
- 1960 — Юлій Цезар / Julius Caesar — Октавіус
- 1960 — Таємниця Едвіна Друда / The Mystery of Edwin Drood — Едвін Друд
- 1959 — Будь ласка, переверніть / Please Turn Over — Роберт Г'юз, драматург
- 1959 — Телевізійний драматург / Television Playwright — Пітер
- 1958 — Саллі, ірландський негідник / Sally's Irish Rogue — Люк Кері
- 1957 — Меч свободи / Sword of Freedom — Лоренцо